# عبد السلام أبو بكر (عالم)
عبد السلام أبو بكر (بالإنجليزية: Abdusalam Abubakar)‏ (مواليد 1989/1990) عالم إيرلندي من أصل صومالي ويسكن حاليا في مدينة دبلن في أيرلندا.